# تیری لوی
تیری لوی (انگلیسی: Thierry Lévy; ۱۳ ژانویهٔ ۱۹۴۵ – ۳۰ ژانویهٔ ۲۰۱۷) یک وکیل مدافع جنایی فرانسوی بود که دوران حرفه‌ای خود را در حالت مخالفت دائمی با تشکیلات قانونی فرانسه گذراند. او در سال ۱۹۶۹ در کانون وکلای پاریس پذیرفته شد، وی طی سه دهه و نیم بعدی با کانون وکلا در یک سری محاکمات جنایی به خوبی درخشید. پدرش روزنامه‌نگار و صاحب مطبوعات بود و به ندرت از جنبش‌های ملی گرایانه و دیگر جناح‌های راست حمایت می‌کرد. با این حال، ارزیابی‌های خود تیری لوی از سیستم عدالت کیفری فرانسه، که اغلب آن‌ها را از طریق رسانه‌های ثبت شده و به‌ویژه در سال‌های آخر عمرش، در مناظره‌های تلویزیونی به اشتراک می‌گذاشت، او را قاطعانه در سمت چپ لیبرال طیف سیاسی قرار داد. او یکی از حامیان برجسته و گویای کمپینی بود که منجر به لغو مجازات اعدام توسط وزیر دادگستری روبرت بدنتر در زمان پرزیدنت فرانسوا میتران در سال ۱۹۸۱ شد.